# Mary Astor
Mary Astor (3. svibnja 1906. – 25. rujna 1987.), američka filmska i televizijska glumica te spisateljica, dobitnica Oscara za najbolju sporednu glumicu (1941. godine). 

## Životopis
Rođena je kao Lucile Vasconcellos Langhanke u gradiću Quincy, država Illinois. Njena majka Helen je bila portugalskog porijekla (Vasconcellos), a otac Otto njemački imigrant (Langhanke). Ambiciozni roditelji su željeli najviše moguće za svoju kćer, pa je mala Lucile učila klavir, stjecala dobro obrazovanje, a s 14 godina sudjelovala u državnom natjecanju ljepote, gdje su je primijetili čelnici studija Paramount Pictures, potpisavši s njom ugovor. Lucile je dobila i novo ime, Mary Astor. Obitelj se 1920. preselila u New York, koji je tih godina bio središte filmske industrije, da bi već 1923. odselili u Hollywood.
Astor je na filmu nastupala od svoje 15. godine, s većim ili manjim uspjehom, sve do 1929. godine, kada ju je studio Fox otpustio, jer su procijenili da njen glas nije pogodan za zvučne filmove. Bez posla gotovo godinu dana, Astor je pohađala govorne vježbe i ponovo počela dobivati uloge. Tada je doživjela osobnu tragediju: prvi suprug Kenneth Hawks poginuo je u zrakoplovnoj nesreći, a Mary je doživjela živčani slom i mjesecima se liječila. Uspješno se vratila, afirmiravši se u 1930-ima, kada glumi otmjene i moralno problematične junakinje. Za ulogu pijanistice u "Velikoj laži" dobila je Oscara za najbolju sporednu glumicu za 1941. godinu. Na audiciji za ulogu puno su joj pomogli sati klavira iz djetinjstva. Njen najpoznatiji film bio je Malteški sokol, redatelja Johna Hustona, gdje je glumila uz slavnog Humphreyja Bogarta, upečatljivo odigravši ulogu fatalne žene.
Mary Astor je imala problematičan privatni život, obilježen posjetima duševnim bolnicama i klinikama za odvikavanje od alkohola, brojnim aferama, uključujući i svađu s roditeljima, koji su umrli sami i u siromaštvu. Uz to, svi su njeni brakovi završili neuspješno, na ovaj ili onaj način. S drugim je mužem imala kćer, a s trećim sina. Nakon više od 100 snimljenih filmova, povukla se 1965. i posvetila pisanju. Već 1959. godine je objavila autobiografiju, koja je postala bestseler, a ukupno je objavila dvije autobiografije i nekoliko romana. Godine 1987., kao i mnogi hollywoodski glumci njene generacije, Mary Astor je umrla u bolnici u sklopu kompleksa "Motion Picture & Television Country House and Hospital" na Woodland Hillsu u Los Angelesu.

## Vanjske poveznice
- Mary Astor u internetskoj bazi filmova IMDb-u (engl.)

### Ostali projekti
|  | Zajednički poslužitelj ima stranicu o temi Mary Astor |